# Пиккар, Огюст
Огю́ст Антуан Пикка́р, Огюст Антуан Пикар (Auguste Antoine Piccard, 28 января 1884 — 24 марта 1962) — швейцарский исследователь, физик, изобретатель стратостата и батискафа, конструктор батискафа «Триест», совершившего рекордное погружение в Марианскую впадину. В его честь названа гора Пиккар на Плутоне (название пока не утверждено Международным астрономическим союзом).

## Биография
Огюст Пиккар родился в городе Базель, Швейцария в семье профессора химии Базельского университета Жюля Пиккара. Его брат-близнец Жан Пиккар впоследствии также стал химиком. Огюст проявлял интерес к науке с детства, учился в Государственном Технологическом Институте в Цюрихе и стал профессором физики в университете в Брюсселе в 1922 году. В том же году родился его сын Жак Пиккар. Огюст Пиккар выполнил ряд работ в области геофизики и геохимии, занимался исследованием урана-235. В 1927 он стал членом Международного Института Физики и Химии в Брюсселе (Solvay Congress).
В 1930 году интерес к аэронавтике и к исследованиям верхних слоёв атмосферы побудили его заняться разработкой стратостата — воздушного шара, оборудованного сферической герметичной гондолой из алюминия, позволяющей совершать полёты в верхних слоях атмосферы при сохранении нормального давления внутри гондолы. Проектирование и создание гондолы было осуществлено при поддержке бельгийской организации Fonds National de la Recherche Scientifique (FNRS), в честь которой она была названа FNRS-1.
27 мая 1931 года Огюст Пиккар и Пауль Кипфер совершили первый в мире полёт в стратосферу из города Аугсбург, Германия, достигнув высоты 15 785 м. Во время полёта Пиккар собрал важные данные о верхних слоях атмосферы и о космических лучах. 18 августа 1932 года Пиккар совершил второй рекордный полёт вместе с Максом Козинсом. Стратостат стартовал из Цюриха и достиг высоты 16 200 м. Всего он участвовал в 27 полётах, достигнув максимальной высоты 23 000 м.
В середине 1930-х годов учёный осознал, что концепция баллона с герметичной гондолой может быть использована для исследования океанских глубин. В 1937 году он сконструировал небольшую стальную гондолу, способную выдерживать большое давление. Дальнейшие работы были прерваны разразившейся войной. В 1945 году разработка всё же была завершена. Новый аппарат, получивший название батискаф, представлял собой высокопрочную герметичную стальную гондолу для экипажа, которая прикреплялась к большому поплавку, наполненному бензином для обеспечения положительной плавучести. Для погружения использовалось несколько тонн стального или чугунного балласта в виде дроби, удерживаемого в бункерах электромагнитами. Для уменьшения скорости погружения и для всплытия электрический ток в электромагнитах отключался и часть дроби высыпалась. Такой механизм обеспечивал всплытие даже в случае отказа оборудования, через определённое время просто разряжались аккумуляторы и вся дробь высыпалась. Аппарат был назван FNRS-2 и совершил несколько непилотируемых погружений в 1948 году, после чего в 1950 году был передан французскому флоту. В 1954, после некоторых доработок, аппарат с экипажем на борту совершил погружение на 4 176 м.
Учтя опыт разработки FNRS-2, Огюст Пиккар и его сын Жак построили усовершенствованный батискаф «Триест», названный так в честь города Триест в Италии, в котором были произведены основные работы по созданию аппарата. Жак Пиккар совершил на нём большое количество погружений, с 1953 года из Италии, а с 1958 года, после продажи батискафа США, с морских баз Соединённых Штатов. В первых погружениях также участвовал Огюст Пиккар, которому в то время уже исполнилось 69 лет. В одном из погружений он достиг глубины 3 150 м 23 января 1960 года Жак Пиккар и лейтенант ВМС США Дон Уолш совершили на батискафе «Триест» рекордное погружение в Марианскую впадину на глубину 10 916 м, самую глубокую точку мирового океана нашей планеты.
Огюст Пиккар умер в 1962 году в Лозанне, Швейцария. Гроб с его телом был накрыт швейцарским флагом, побывавшим на дне Марианской впадины в созданном им батискафе.
Внук Огюста Пиккара и сын Жака Бертран — известный воздухоплаватель, он первым на аэростате совершил беспосадочное кругосветное путешествие.

## Список спроектированных аппаратов
- FNRS-1 — стратостат.
- FNRS-2 — исследовательский батискаф.
- FNRS-3 — исследовательский батискаф, Огюст Пиккар принимал участие в конструировании.
- «Триест» — исследовательский батискаф.

Отвечая на вопрос, почему после стратостата он стал конструировать батискаф, Огюст Пиккар отмечал,

что эти аппараты чрезвычайно сходны между собой, хотя их назначение противоположно.

Со свойственным ему чувством юмора он пояснял:

Возможно, судьбе было угодно создать это сходство именно для того, чтобы работать над созданием обоих аппаратов мог один учёный…— 
- Мезоскаф — подводный обитаемый аппарат, идея постройки которого принадлежит Огюсту Пиккару